# Aérodrome de Bolzano
L'aéroport de Bolzano (code IATA : BZO • code OACI : LIPB) est un aéroport civil et militaire desservant la ville de Bolzano, dans la région du Trentin-Haut-Adige, en Italie.

## Situation

### Carte des aéroports en Italie
| \| 100 km1:7 506 000 \| Abruzzes Alghero Ancône Bari Bergame Bologne Bolzano Brescia Brindisi Cagliari Catane Comiso Grosseto Coni Elbe Florence Foggia Gênes Lamezia Terme Lampedusa Milan L. Milan M. Naples Olbia Palerme Pantelleria Parme Pérouse Pise Reggio de Calabre Rimini Rome C. Rome F. Salerne Trapani Trévise Trieste Turin Venise Vérone |
| 100 km1:7 506 000 |

## Statistiques
Pour des raisons techniques, il est temporairement impossible d'afficher le graphique qui aurait dû être présenté ici.

Voir la requête brute et les sources sur Wikidata.

## Compagnies et destinations
| Compagnies | Destinations |
| ---------- | --- |
| SkyAlps    | Berlin-Brandebourg, Düsseldorf, Hambourg-H.-Schmidt En saison : - Anvers, - Billund, - Brač, - Brindisi Papola/Casale, - Cagliari, - Cassel, - Catane-Fontanarossa, - Copenhague-Kastrup, - Dubrovnik, - Ibiza, - Lamezia Terme, - Londres-Stansted, - Olbia-Costa Smeralda |

Édité le 11/02/2020. Actualisé le 29/08/2023.